# Sauropsida
Sauropsida je třída obratlovců, do které náleží tradiční řády plazů (želvy, hatérie, šupinatí a krokodýli), ptáci a jejich vyhynulí příbuzní. Byla ustavena jako varianta k tradiční třídě plazi (Reptilia), která neodpovídá novodobým fylogenetickým poznatkům.

## Charakteristika a popis
Z žijících skupin je stále nejisté především postavení želv (Testudines) v rámci skupiny. Sesterskou skupinou třídy Sauropsida je skupina Synapsida, kam patří současní savci a jejich vyhynulí příbuzní. Mezi bazální zástupce sauropsidů patří například rod Captorhinus, dříve považovaný za jednoho z nejstarších známých plazů.
Největšími známými zástupci této skupiny jsou druhohorní sauropodní dinosauři, jejichž délka se mohla pohybovat až kolem 40 metrů.
Navzdory rozšířenému názoru nebyli populární dinosauři zástupci skupiny šupinatých, nepatřili tedy mezi ještěry ani jejich blízké příbuzné. Dinosauři byli zástupci kladu Archosauria, nikoliv Lepidosauria.

## Uspořádání
Klasifikace podle Bentona, 2004.
- Amniota (blanatí obratlovci)
  - třída Synapsida

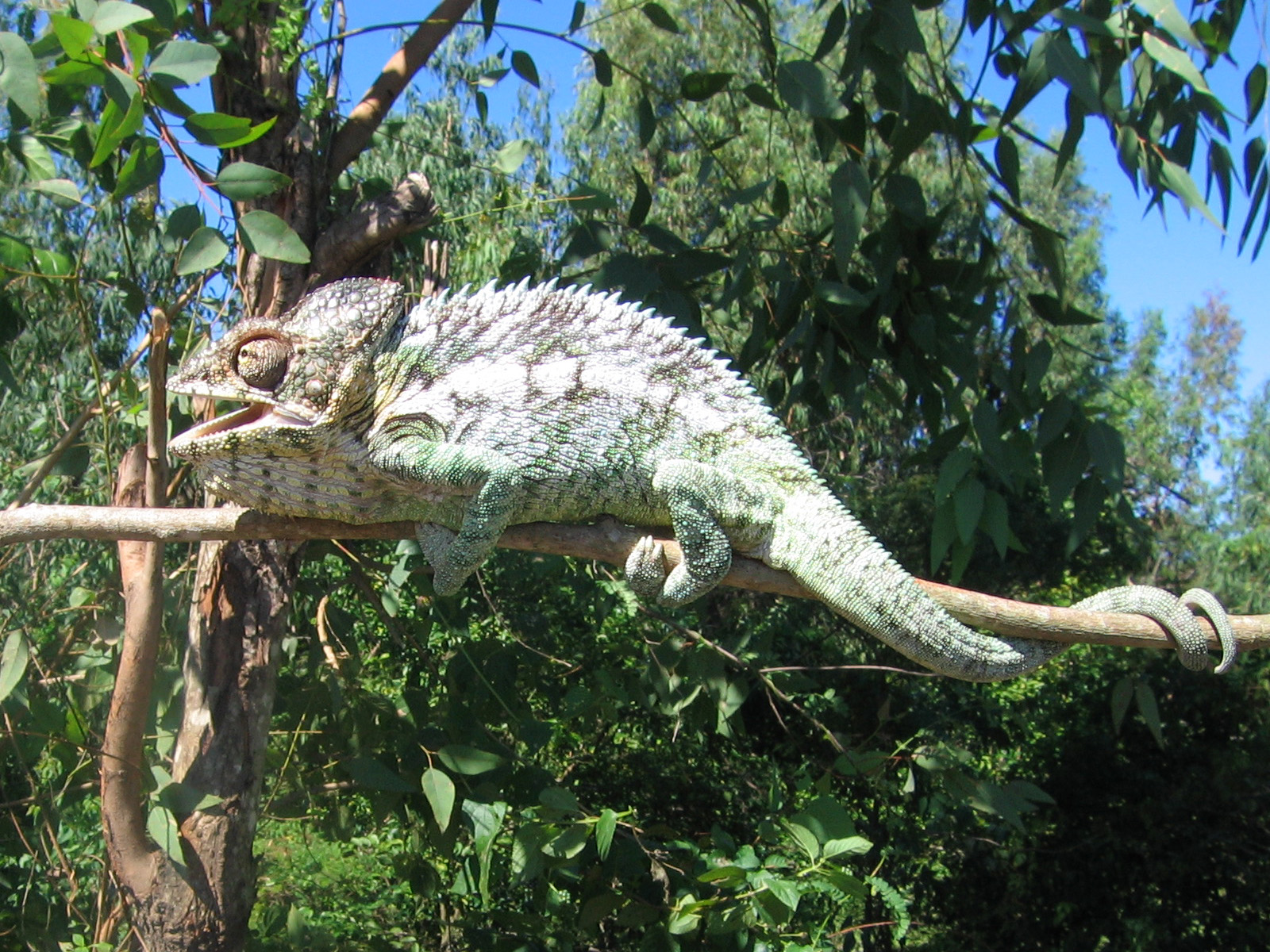
Chameleon na Madagaskaru.

    - řád Pelycosauria (parafyletická skupina)
    - řád Therapsida
      - třída Mammalia (savci)

  - třída Sauropsida (plazi a ptáci)
    - podtřída Anapsida
      - řád Mesosauria
      - čeleď Pareiasauria
      - čeleď Millerettidae
      - čeleď Procolophonoidea

    - podtřída Diapsida
      - řád Araeoscelidia
      - řád Younginiformes
      - řád Testudinata (želvy)?
      - infratřída Ichthyosauria (ryboještěři)
      - infratřída Lepidosauromorpha
        - nadřád Sauropterygia
          - řád Placodontia
          - řád Nothosauroidea
          - řád Plesiosauria (plesiosauři)

        - nadřád Lepidosauria
          - řád Sphenodontia (hatérie)
          - řád Squamata (šupinatí (hadi a ještěři))

      - infratřída Archosauromorpha
        - řád Prolacertiformes
        - Archosauria
          - Crurotarsi
            - podřád Crocodylomorpha
              - řád Crocodilia (krokodýli)

          - Avemetatarsalia
            - Ornithodira
              - řád Pterosauria (ptakoještěři)
              - podřád Dinosauria (dinosauři)
                - řád Saurischia (plazopánví)
                - řád Ornithoscelida (ornitoscelidi)
                  - třída Aves (ptáci)